# 土屋雄作
土屋 雄作（つちや ゆうさく、1982年9月29日 - ）は、東京都台東区まれのヴァイオリニスト・作曲家である。通常の4弦ヴァイオリンと、世界的にも珍しいアコースティックの5弦ヴァイオリンなども併用している。

## 概要
6歳よりスズキメソードにてヴァイオリンの師事を受け始める。演奏家として活動に留まらず、新感覚音楽朗読劇サウンドシアターや、演劇集団キャラメルボックスなどの音楽を次々と手がける。SIBERIAN NEWSPAPERのメンバーでもあり、近年ではオリジナル楽曲を中心に演奏する弦楽カルテットCasanova Stringsを主催している.

## 5弦アコースティックヴァイオリン
土屋が使用する5弦アコースティックヴァイオリンは特注であり、専門学校ESPエンタテインメント東京ヴァイオリン製作科講師 金井義政の手によるものである。5弦ヴァイオリンを発注した理由として、土屋の多岐に渡るコラボレーションにおいて、4弦では足りない音域があったからと後述している。

## 音楽監督作品
2012年
- 9月 - SOUND THEATRE『CROSS ROAD〜悪魔のヴァイオリニスト ニコロ・パガニーニ〜』（製作：東宝、会場：日比谷シアタークリエ）
  - 作・脚本・演出：藤沢、音楽監督：土屋雄作、芸術監督：近衞忠大、出演：紫吹淳・林原めぐみ・山寺宏一、演奏：Casanova Strings【土屋雄作・吉田篤貴・村中俊之】

- 12月 - Suspense Theatre Produce by SOUND THEATRE『THANATOS』（タナトス）（会場：日本橋三井ホール）
  - 作・脚本・演出：藤沢文翁、音楽監督：土屋雄作、芸術監督：近衞忠大、出演：平田広明・紫吹淳・初代市川右近、演奏：土屋雄作、伊藤志宏、美鵬直三朗

2013年
- 3月 - Sound Historiē Produced by SOUND THEATRE 『The ONE』（ジ・ワン）（会場：東京グローブ座）
  - 作・脚本・演出：藤沢文翁、音楽監督：土屋雄作、芸術監督：近衞忠大、出演：藤岡正明・沢城みゆき・平田広明、剣技：市瀬秀和、演奏：土屋雄作・tama・美鵬直三朗

- 6月 - SUPER SOUND THEATRE 『MARS RED』（マーズレッド）（会場：舞浜アンフィシアター）
  - 作・脚本・演出：藤沢文翁、音楽監督：土屋雄作、出演：徳山秀典・小杉十郎太・石田彰・鈴村健一・諏訪部順一・高橋広樹・沢城みゆき・美波、演奏：土屋雄作・真鍋貴之・リウ・YUJI・山下靖喬・Makimiki）

- 8月 - SOUND THEATRE『HYPNAGOGIA』（ヒプナゴギア）（製作：東宝、会場：日比谷シアタークリエ）
  - 作・脚本・演出：藤沢文翁、音楽監督：土屋雄作、出演：北村有起哉・彩吹真央・米倉利紀）、演奏：飯田俊明・井上真那美

2014年
- 2月 - A BASE METAL（会場：アイアシアタートーキョー）
  - 作・脚本・演出：藤沢文翁、音楽監督：土屋雄作 　出演：加納幸和、諏訪部順一、沢城みゆき、紫吹淳、土屋雄作、かとうかなこ、真鍋貴之、井谷享志

- 5月 - 『THANATOS』（タナトス）（会場：日本橋三井ホール）
  - 作・脚本・演出：藤沢文翁、音楽監督：土屋雄作、出演：石田彰、紫吹淳、山寺宏一

- 9月 - eclipse（イクリプス）（製作：東宝、会場：日比谷シアタークリエ）
  - 作・脚本・演出：藤沢文翁、音楽監督：土屋雄作、 出演：碓井将大,伊礼彼方,山寺宏一,寿美菜子,豊崎愛生,真琴つばさ 演奏：土屋雄作 ヴァイオリン, 小湊昭尚 尺八・笛、齋藤純一 ギター、美鵬直三朗太鼓・鳴り物、手妻：藤山大樹

- 11月 -SUPER SOUND THEATRE 「Valkyrie 〜 Story from RHINE GOLD （ワルキューレ 〜ラインの黄金）」（会場：舞浜アンフィシアター）
  - 作・脚本・演出：藤沢文翁、音楽監督：土屋雄作 　出演：鈴村健一・諏訪部順一・高橋広樹・沢城みゆき　高垣彩陽・蒼井翔太・井上和彦  演奏：土屋雄作・真鍋貴之・斎藤孝太郎・井上麗・natsume

## CD
SIBERIAN NEWSPAPER
0
1. Kimi ga Hoshii
2. Hide And Seek
3. Goodspeed
4. My Evil
5. While You Are Sleeping
6. 赤いスカーフの行方
7. Urban Landscape
8. Occam's Razor
9. Ever Frozen
10. Lost Mustache Bazooka
11. Butterfly
12. Vetro
13. Recovering

HISTORIA SIBERIANA
1. Crossing the Tundra
2. 舌足らずな私
3. Parade
4. 世界の果てへ連れ去られ
5. Good weather makes me happy
6. Pluto lemonsky
7. Celtic fifth
8. In fahrenheit
9. Modern matryoshka
10. Histeria Siberiana
11. Near and far
12. Burry me marry me

COMICAL SALUTE
1. コミカルサルート
2. ペルペテウゥム モビレ
3. ニューデリー ストリーム
4. ミス サイレンス
5. クオリア
6. オンディーヌ
7. リトアニア舞曲
8. 鳥が喋る言葉とは
9. オー・シルク
10. 淡く小さなメヌエット
11. サンジェルマンの殉教

THE FOUR SEASONS
1. CONCERTO NO.1 E MAJOR RV269 《SPRING》
2. CONCERTO NO.1 E MAJOR RV269 《SPRING》
3. CONCERTO NO.1 E MAJOR RV269 《SPRING》
4. CONCERTO NO.2 G MINOR RV315 《SUMMER》
5. CONCERTO NO.2 G MINOR RV315 《SUMMER》
6. CONCERTO NO.2 G MINOR RV315 《SUMMER》
7. CONCERTO NO.3 F MAJOR RV293 《AUTUMN》
8. CONCERTO NO.3 F MAJOR RV293 《AUTUMN》
9. CONCERTO NO.3 F MAJOR RV293 《AUTUMN》
10. CONCERTO NO.4 F MINOR RV297 《WINTER》
11. CONCERTO NO.4 F MINOR RV297 《WINTER》
12. CONCERTO NO.4 F MINOR RV297 《WINTER》

ASIATIC SPY
1. イントロダクション
2. 柵から逃げ出し亡命する軍馬の話
3. ホエールライダー
4. 緑の手袋をした私のフィアンセ
5. スロヴェニアン モーニング
6. ヘブライ キューピッド
7. 僕の村は戦場だった
8. カトマンドゥ ノワール

## DVD
SIBERIAN NEWSPAPER
THAT’S COMICAL SALUTE SHOW
1. カトマンドゥ ノワール
2. オー・シルク
3. ホエールライダー
4. ガヴォット
5. クオリア
6. オンディーヌ
7. コミカルサルート
8. ペルペテウゥム モビレ
9. リトアニア舞曲
10. 鳥が喋る言葉とは
11. 僕の村は戦場だった
12. ミス サイレンス
13. 淡く小さなメヌエット
14. サンジェルマンの殉教
15. ニューデリー ストリーム
16. 柵から逃げ出し亡命する軍馬の話

SOUND THEATRE（新感覚・音楽朗読劇）
SUPER SOUND THEATRE 『MARS RED』（マーズレッド）
作・脚本・演出：藤沢文翁、音楽監督：土屋雄作、出演：徳山秀典・小杉十郎太・石田彰・鈴村健一・諏訪部順一・高橋広樹・沢城みゆき・美波、演奏：土屋雄作・真鍋貴之・リウ・YUJI・山下靖喬・Makimiki